# Centre històric de Colldejou
El Centre històric de Colldejou és un conjunt de Colldejou (Baix Camp) protegit com a Bé Cultural d'Interès Local.

## Descripció
El poble de Colldejou és al vessant meridional de la mola de Colldejou, a la carretera de Mont-roig a Marçà. Les cases s'agrupen entorn de l'església parroquial, dedicada a Sant Llorenç, i d'un antic mas medieval o casal fortificat. La majoria de cases són entre mitgeres amb planta baixa i dos pisos i teulada a doble vessant.

## Història
La primera notícia documental es troba a les butlles del Papa Anastasi IV, el 1154 i de Calitxe III, el 1194. L'any 1197, Albert de Castellvell retornà la vila i el terme que retenia il·legalment al convent d'Escornalbou i des d'aquell moment passà a formar part de la Baronia. Com tots els altres pobles de la Baronia, augmentà la seva demografia i tingué un gran impuls l'economia de la vila, durant els segles xviii i xix. És en el segle XX quan s'inicià la davallada demogràfica.